# 囊谦虎耳草
囊谦虎耳草（学名：Saxifraga nangqenica）为虎耳草科虎耳草属下的一个种。

## 扩展阅读
- 維基物種上的相關：囊谦虎耳草